# Stephenia oncaea
Stephenia oncaea is een vlinder uit de familie van de Nymphalidae. De wetenschappelijke naam van deze soort is voor het eerst voorgesteld, als Acraea oncaea, door Carl Heinrich Hopffer in een publicatie uit 1855.

## Verspreiding
De soort komt voor in Congo-Kinshasa (Zuid-Kivu), Kenia, Rwanda, Burundi, Tanzania, Angola, Oost-Zambia, Malawi, Mozambique, Zimbabwe, Botswana, Zuid-Afrika en Eswatini.

## Habitat
Het habitat bestaat uit savannes (ook met doornstruiken) en grazige plekken in bossen aan de kust.

## Ondersoorten
- Stephenia oncaea oncaea (Hopffer, 1855) (Tanzania, Angola, Zambia, Malawi, Mozambique, Zimbabwe, Botswana, Zuid-Afrika, Eswatini)
  - = Acraea oncaea alboradiata Suffert, 1904
  - = Acraea oncaea defasciata Suffert, 1904
  - = Acraea oncaea modesta Suffert, 1904
  - = Acraea oncaea obscura Suffert, 1904
  - = Acraea caecilia liacea Suffert, 1904
- Stephenia oncaea shimba (Bernaud & Collins, 2021) (Kenia)
  - = Acraea oncaea shimba Bernaud & Collins, 2021
- Stephenia oncaea idjwi (Bernaud & Collins, 2021) (Zuid-Kivu in Congo-Kinshasa, Rwanda, Burundi, Noordwest-Tanzania)
  - = Acraea oncaea idjwi Bernaud & Collins, 2021

## Waardplanten
De rups leeft op:
- Achariaceae
  - Xylotheca kraussiana Hochst.
- Passifloraceae
  - Adenia venenata Forssk.
  - Tricliceras longipedunculatum (Mast.) R. Fern.
  - Tricliceras schinzii laceratum (Oberm.) R. Fern.
- Salicaceae
  - Oncoba routledgei Sprague
- Vitaceae
  - Vitis spec.